# Лаушкина, Наталья Михайловна
Наталья Михайловна Лаушкина (род. 3 февраля 1988) — российская женщина-борец, призёр Кубка мира.

## Карьера
Является выпускницей кузбасского УОР города Ленинск-Кузнецкий. В ноябре 2009 года во французской Ницце одержала победу на Гран-при «Анри Делане». В декабре 2009 года в подмосковном Чехове стала обладателем Кубка России. В марте 2010 года в китайском Нанкине в составе сборной России заняла 5 место, а в индивидуальном зачёте стала серебряным призёром. 

## Спортивные результаты
- Чемпионат мира по борьбе среди студентов 2006 — 5;
- Чемпионат Европы по борьбе среди юниоров 2006 — ;
- Чемпионат мира по борьбе среди юниоров 2006 — ;
- Чемпионат Европы по борьбе среди юниоров 2007 — ;
- Чемпионат мира по борьбе среди юниоров 2007 — ;
- Чемпионат Европы по борьбе среди юниоров 2008 — ;
- Чемпионат мира по борьбе среди юниоров 2008 — ;
- Кубок мира по борьбе 2010 — ;
- Кубок мира по борьбе 2010 (команда) — 5;